# Castles and Dreams
Castles and Dreams é um DVD lançado pela banda Blackmore's Night em 2005. Castles and Dreams é uma canção da própria banda gravada no álbum Under a Violet Moon. O DVD ganhou disco de ouro na Alemanha.
O DVD foi lançado em caixa em formato digipack e em 2 discos. O primeiro disco inclui um show na íntegra ocorrido no castelo de Veldenstein, na Alemanha, em 2004. O local foi todo decorado de forma a criar uma ambientação condizente com a música, literalmente transportando todos os presentes ao passado.
O segundo disco é um DVD de bônus com outras versões de músicas ao vivo gravadas em outros castelos durante a turnê, além de videoclipes, apresentações em TV, entrevistas, biografias, discografia completa, participações em eventos, gravações com câmera caseira.
O material é montado com músicas de todos os discos, sendo várias instrumentais, a maioria composições próprias do grupo, mas também alguns covers como "Past Time With Good Company", composta pelo Rei Henrique VIII e já gravada por outros grupos, como o Gryphon e "The times are changing" de Bob Dylan. Fazendo referência ao seu passado, Ritchie inclui ainda “Child In Time”, “Soldier Of Fortune” e “Black Night”, todas do Deep Purple.

## Músicos
- Candice Night = Vocal, pandeirola, flautim

- Ritchie Blackmore = Violões de 6 e 12 cordas, bandolim, alaúde, hurdy gurdy

- Bard David of Larchmont = Teclado

- Lady Madeline e Lady Nancy = Backing vocals

- Squire Malcolm of Lumley = Bateria e percussão

- Sir Robert of Normandie = Baixo, violão, vocais

- Tudor Rose = Violino, flauta

## Lista de Faixas

### Disco 1

#### Concerto Castelo Veldenstein - 2004
1. Intro 00:55
2. Cartouche 06:01
3. Queen for a Day I 03:23
4. Queen for a Day II 02:22
5. Under a Violet Moon 5:31
6. Minstrel Hall 03:13
7. Past Times With Good Company 06:00
8. Soldier of Fortune 03:52
9. Durch den Wald zum Bach Haus 04:36
10. Once in a Million Years 04:27
11. Mr. Peagram's Morris And Sword 02:15
12. Home Again 08:17
13. Ghost of a Rose 07:45
14. Child in Time / Mond Tanz 06:25
15. Wind in the Willows 05:51
16. Village on the Sand 07:21
17. Renaissance Faire 05:11
18. The Clock Ticks On 09:10
19. Loreley 03:59
20. All for One 08:32
21. Black Night 06:12

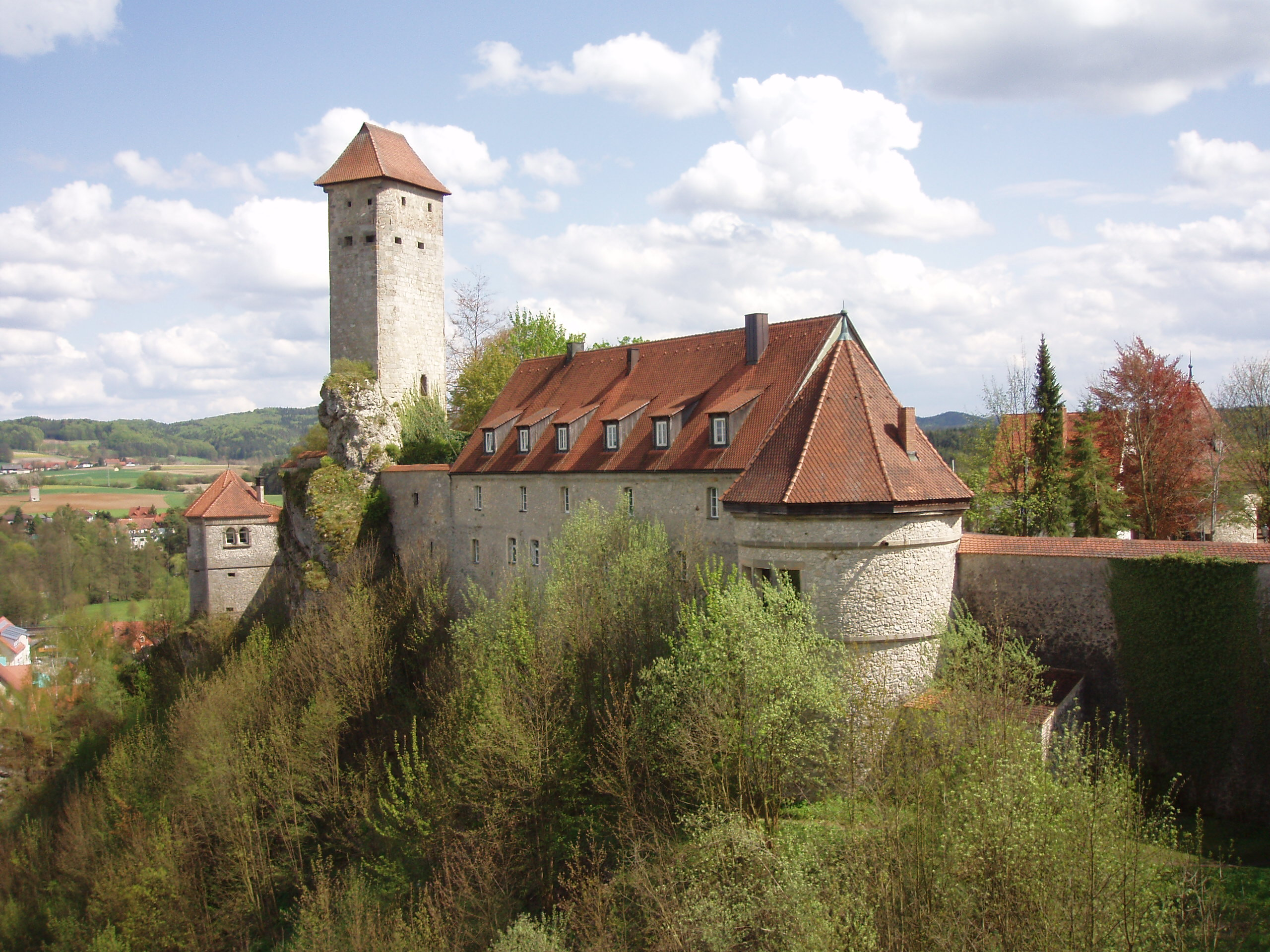
Castelo Veldenstein - local principal da gravação do DVD

22. Dandelion Wine / Jo Jo Bizarre Adventures 4:51

#### Material Bônus
1. Behind the Scenes

1. Ritchie Blackmore Guitar Special

### Disco 2

#### Acústicos

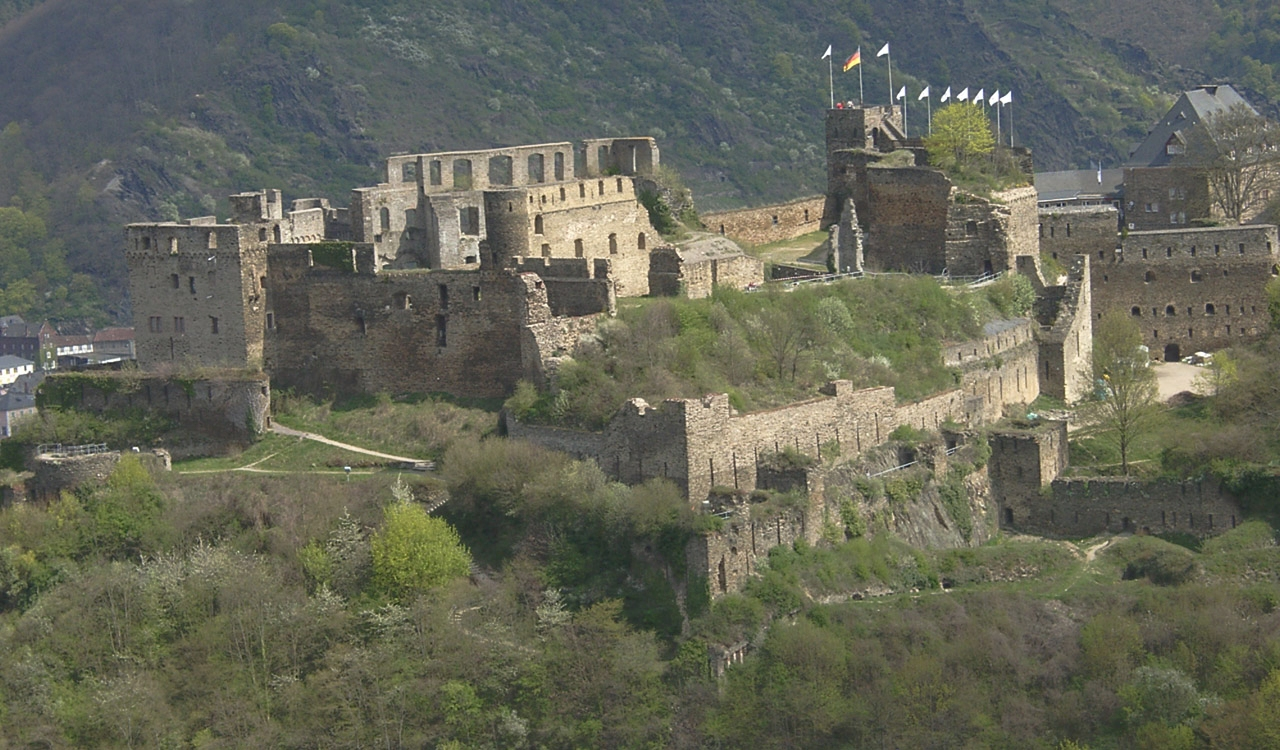
Castelo Rheinfels - Um dos locais de gravação do DVD

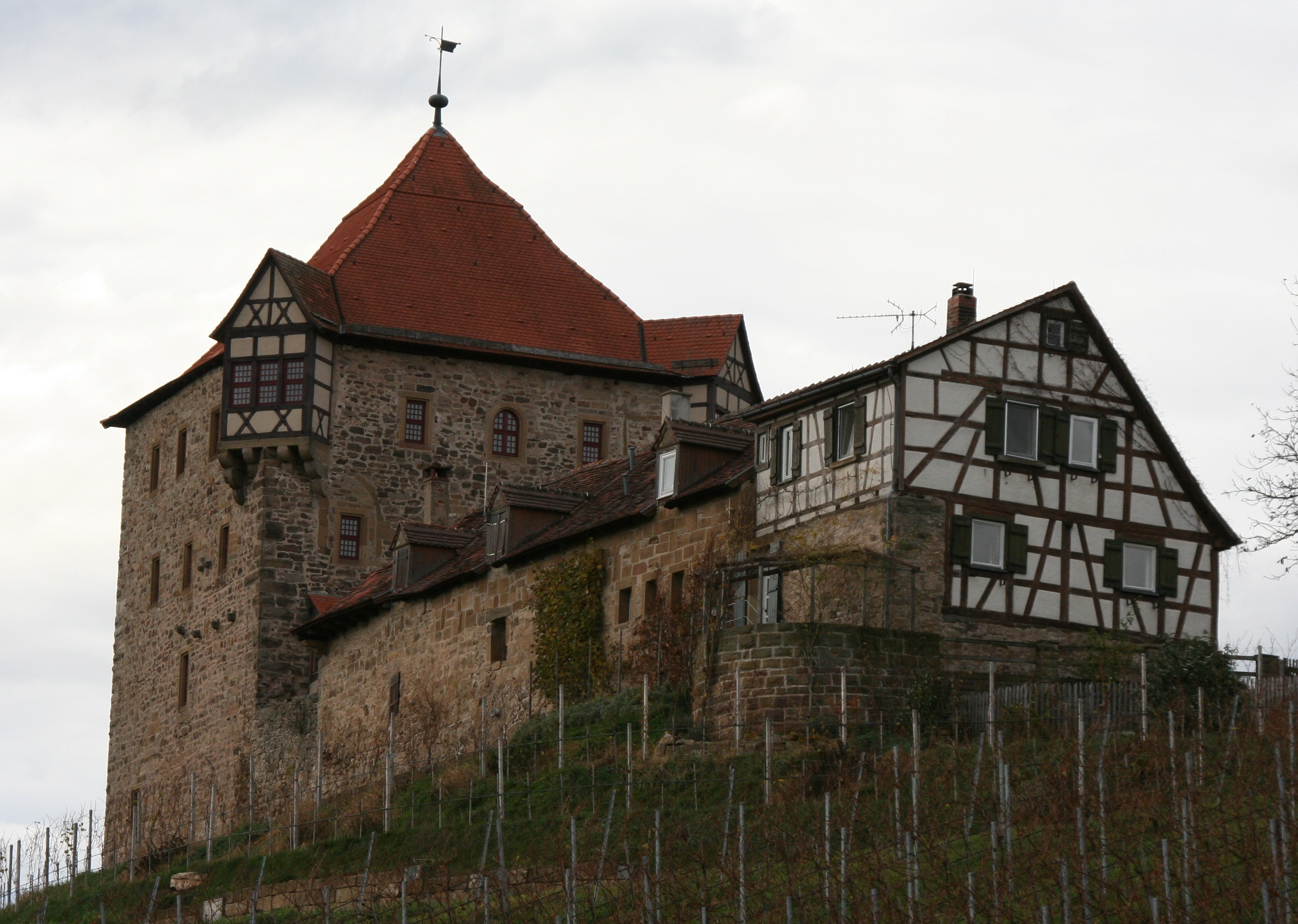
Castelo Wildeck - Um dos locais de gravação do DVD

1. I Think it's Going to Rain Today (music and lyrics by Randy Newman)- Castelo Rheinfels
2. Christmas Eve- Castelo Wildeck 2004
3. Shadow of the Moon
4. Queen for a Day
5. Under a Violet Moon

#### Videos
1. The Times They Are A Changin'
2. Way to Mandalay
3. Once in a Million Years
4. Hanging Tree
5. Christmas Eve

#### Documentários
1. Blackmore's Night: The Story
2. Once Upon a Time: The Ritchie and Candice Story
3. Tour Start: St. Goar 2004
4. Hanging Tree: Making Music with Our Friends
5. Schlossgeister- German TV Special
6. Goldene Henne- German TV Appearance
7. Fernsehgarten- German TV Appearance

#### Proclamações
1. Discografia- Blackmore's Night
2. Biografia- Candice Night
3. Biografia- Ritchie Blackmore
4. Entrevista- Banda e membros

#### Bônus Especial
1. Slide Show
2. Filmes particulares de Candice Night